# Макфадден, Клэрон
Клэ́рон Макфа́дден (англ. Claron McFadden; род. 1961, Нью-Йорк) — американская оперная и концертная певица (сопрано).

## Биография
Окончила Истменовскую школу музыки (1984). Широкое признание пришло к ней после исполнения заглавной роли в опере Альбана Берга Лулу на Глайндборнском оперном фестивале (дирижёр — Эндрю Дэвис). В дальнейшем пела на крупнейших оперных сценах Европы — Нидерландская опера, Опера-Комик, Лондонская Королевская опера, Ла-Монне/Де-Мюнт, Зальцбургский фестиваль и др.
Живёт в Амстердаме.

## Репертуар
Помимо музыки барокко (Бах, Пёрселл, Рамо, Гендель) активно исполняет классику XX века (Вилла-Лобос, Бриттен, Пуленк, Шостакович) и произведения современных композиторов (Бёртуистл, Роберт Зюйдам, Дирк Броссе, Крис Дефорт, Фабрицио Кассоль, Николас Ленс и др.).

## Признание
Амстердамская художественная премия (2007).